# Charles Roman
Charles Anthoine Roman (Málaga (Spanje), 1797 - Paramaribo (Suriname), 1849) was meestertimmerman en stadsbouwmeester van Paramaribo. Hij ontwierp en bouwde de Maarten Lutherkerk en de Centrumkerk.

## Privéleven
Roman arriveerde omstreeks 1812 in de kolonie Suriname als scheepsmaatje of lichtmatroos. Hij werkte korte tijd als plantageopzichter en maakte daarna carrière in de bouw.
Roman was getrouwd met Josina Petronella van Nieuw Amsterdam. Met haar kreeg hij vijf kinderen. Hij hertrouwde met Louise Maria Carter. Op 14 april 1840 werd hun zoon geboren en op 12 april 1842 een dochter.

## Van timmerman tot stadsbouwmeester

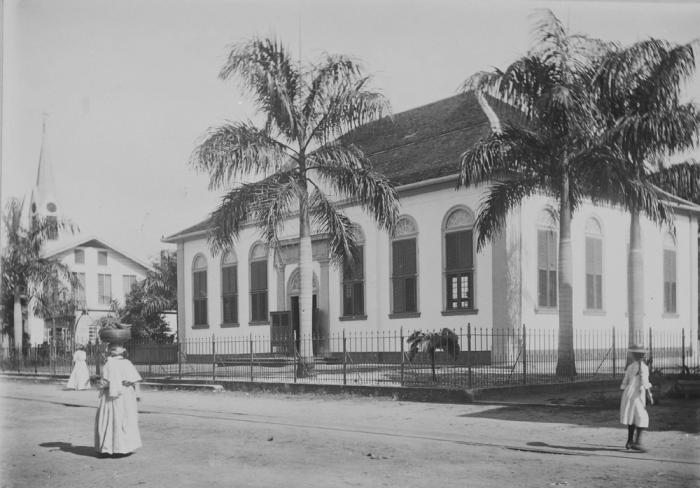
Vrouwen lopen langs de Lutherse Kerk aan de Waterkant. (Foto Augusta Curiel, ca. 1910)

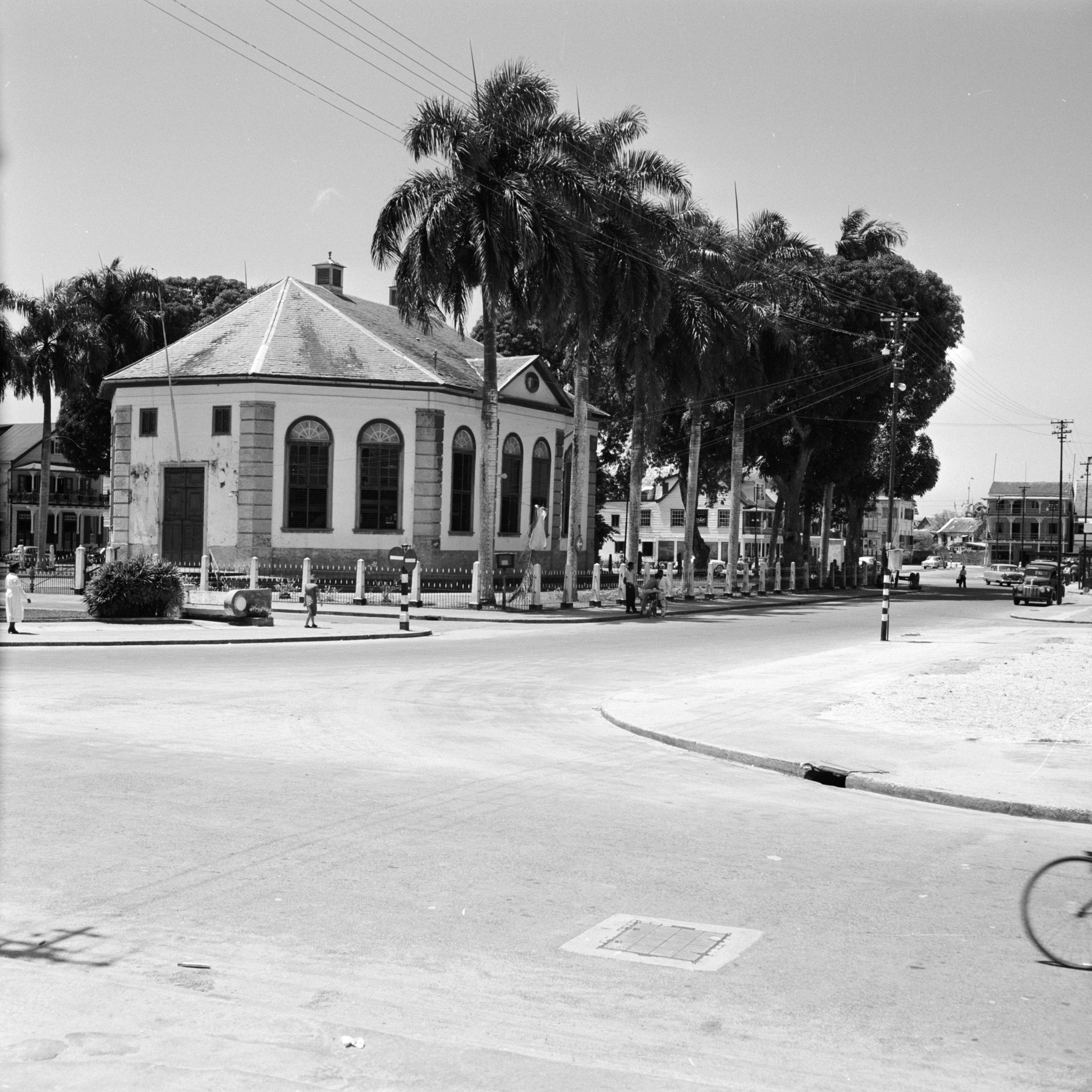
De Hervormde Kerk op het Kerkplein in Paramaribo. (Foto Willem van de Poll, 1955)

Na zijn werk op een plantage trad Roman in dienst van een meestertimmerman. Gedurende tien jaar hield hij zich bezig met het bouwen van molens en plantagegebouwen. Hij ontwikkelde zich in die periode tot meestertimmerman. Rond 1830 werd hij beschouwd als een van de bekwaamste bouwmeesters van de kolonie en begon hij met zijn eigen aannemersbedrijf. Hij moet daarbij over een timmerwerkplaats hebben beschikt waar de houtconstructies voor huizen en gebouwen konden worden gefabriceerd.
In 1833 diende Roman samen met een collega-aannemer een offerte in voor de bouw van een nieuwe synagoge aan de Keizerstraat. Zijn plan werd als beste beoordeeld, maar de opdrachtgevers gunden de opdracht aan zijn concurrent Jean François Halfhide, die een lagere offerte had uitgebracht. De Synagoge Neve Shalom, werd op 5 mei 1837 ingewijd.
Kort daarna verwierf hij twee toonaangevende opdrachten: In 1834 ontwierp en bouwde Roman een nieuwe Lutherse kerk aan de Waterkant. Het eerste Lutherse kerkgebouw werd in 1747 ingewijd maar was tijdens de Stadsbrand van Paramaribo (1832) tot de grond toe afgebrand. De kerk werd op 6 juli 1834 ingewijd. In 1975 werd de naam veranderd in Maarten Lutherkerk.
Min of meer tegelijkertijd werd de Centrumkerk op het Kerkplein herbouwd, ter vervanging van de Hervormde koepelkerk die verloren was gegaan tijdens de Stadsbrand van Paramaribo (1821). De Centrumkerk werd op 5 juli 1835 opgeleverd.
De aanneemsom voor de Lutherse kerk bedroeg 28.500 gulden, exclusief de levering van materialen. De Centrumkerk werd aangenomen voor 55.000 gulden. Bij iedere kerk werkten vijftig tot zeventig mensen, daarmee bezat Roman op dat moment het grootste aannemersbedrijf van Suriname.
Roman werd in 1834, dus tijdens de uitvoering van de bouwopdrachten, door het gouvernement benoemd tot stadsbouwmeester. Hij heeft die functie slechts korte tijd bekleed. In 1835 werd hij opgevolgd door Johan August Voigt.
Dat Roman, ook in de tijd dat Voigt chef van het Bouwdepartement was, nog steeds actief was in de bouw was blijkt uit de aankoop in 1840, samen met twee partners, van de houtgrond Fridericiscamp aan de Marpanakreek. Tijdens afwezigheid van Voigt in 1842 nam hij diens ambtelijke functie bij de Commissie van taxatie van huizen en gebouwen in Paramaribo en omgeving tijdelijk waar.

## Levenseinde
Ondanks zijn succesvolle carrière overleed Roman in armoede in 1849. Hij is begraven op het rooms-katholieke kerkhof op de hoek van de Rust en Vredestraat (vanaf 2006: Frederik Derbystraat) en de Steenbakkersgracht (vanaf 1956: Dr. Sophie Redmondstraat).
Op 1 mei 1844 had Roman zijn erf en de gebouwen aan de Grote Waterstraat (later Cornelis Jongbawstraat) in de wijk Combé te koop aangeboden, omdat hij voornemens was de kolonie te verlaten. De voorgenomen verkoop is niet geëffectueerd: op 14 oktober 1849 werd opnieuw een advertentie in de Surinaamse courant geplaatst met de aankondiging "dat het erf en de daarop staande gebouwen, gelegen aan de Voorstad Zeelandia of Combé, van wijlen den heer C.A. Roman op een veiling zal worden verkocht".